# Takahashi, Okayama
Takahashi  (japanska: 高梁市 ?, Takahashi-shi) är en stad i Okayama prefektur i Japan. Staden bildades 1954.